# حارة الاحظان (صنعاء)
الاحظان هي إحدى حارات حي سدس الروض (صنعاء) بمدينة الروضة شمال العاصمة اليمنية "صنعاء"، بلغ تعداد سكانها 671 نسمة حسب تعداد اليمن لعام 2004.